# Frank Eskenazi
Pour les articles homonymes, voir Eskenazi.
 (octobre 2013).
Si vous disposez d'ouvrages ou d'articles de référence ou si vous connaissez des sites web de qualité traitant du thème abordé ici, merci de compléter l'article en donnant les références utiles à sa vérifiabilité et en les liant à la section « Notes et références ».
Frank Eskenazi, né en 1959, est auteur, ancien journaliste et producteur de cinéma français, créateur de The Factory, société de production de films documentaires. 

## Parcours professionnel

### Libération
Frank Eskenazi a été journaliste au quotidien Libération de 1982 à 1992. Il y est responsable des Medias, rubrique neuve dans la presse française. Grâce à la libération des ondes promulguée par François Mitterrand dès 1981, il couvrira la naissance — et parfois la disparition — des  premières télévisions privées, Canal+ La Cinq, TV6, etc. Ses années à Libération furent des années de découverte et de formation avant d’entrer à Canal +.

### Canal +
Il travaille à Canal + de 1992 à 1994. À Canal +, Frank Eskenazi crée, aux côtés de Michel Denisot, l'émission hebdomadaire, Télés Dimanche dont il est le rédacteur en chef. Mais, depuis longtemps passionné par le cinéma documentaire, il décide de quitter la chaîne cryptée pour créer sa propre société de production.

### The Factory
Après un passage par Hamster Production, il crée The Factory, sa société de production de films documentaires en 1997, activité qu'il maintiendra jusqu'en 2015. Elle s’attache à produire des documentaires de réalisatrices et des réalisateurs portant sur le monde leur propre regard. Ce qui le motive est davantage un engagement à travers le cinéma qu'à travers la description du monde, le "journalisme" si détérioré et fade au tournant du siècle. Cet engagement pour le documentaire l'a conduit à publier le 22 août 2006 un long article qui fera date dans le journal Libération, « La mort programmée du documentaire », dans lequel il pointait la volonté des chaînes du service public de faire du documentaire un objet télévisuel trop éloigné de la nature hybride et forcément « impure » du genre : « Faire un film, quel qu'il soit, c'est nécessairement recréer le monde. Produire un documentaire, ce n'est rien d'autre que d'essayer de voir le monde à travers un regard singulier, en considérant que la fiction du monde est un matériau suffisant en soi, sans qu'il faille la rejouer avec des comédiens. »"

Parmi les productions de The Factory, on compte notamment Cabale à Kaboul de Dan Alexe (2007), La tragédie de la navette Columbia de Gilles Cayatte (2008), Jaffa, la mécanique de l’orange d’Eyal Sivan (2009), Mes deux seins, Journal d’une guérison de Marie Mandy (2009), Nos fiançailles de Chloé Mahieu et Lila Pinell (2011), The Lab de Yotam Feldman (2011), Khmers rouges, une simple question de justice de Rémi Lainé (2011), Un voyageur de Marcel Ophuls, sélectionné à la Quinzaine des Réalisateurs de Cannes en 2013, et Foucault contre lui-même, de François Caillat (2014).

## Engagements militants
Frank Eskenazi est membre de l'UJFP, qui regroupe juifs et non juifs engagés pour la justice et le droit des Palestiniens. Le but de cette association, est de « prendre ce qu’il y a de meilleur dans la tradition juive en s’inspirant de la conduite morale attendue de notre peuple . »

Il a créé et animé la revue De l'autre côté, éditée par l'UJFP. C'est une revue de combat intellectuel pour le droit et la justice pour les Palestiniens.

## Ouvrages
Avec sa consœur au Monde Annick Cojean, il tire de son expérience à Libération le livre FM, la folle histoire de radios libres. Les auteurs y retracent la vie et les espoirs des pionniers des radios pirates puis libres en France, du rêve de liberté d'expression jusqu'à la prédominance du marché et des radios commerciales. Ils démontrent notamment comme la radio NRJ a été voulue puis soutenue par le Parti socialiste alors au pouvoir.

Il a consacré, avec Édouard Waintrop, Le Talmud et la République aux relations entre la France et le judaïsme. Dans ce livre, les auteurs analysent le renouveau religieux des juifs de France.

Son dernier livre, Une étoile mystérieuse, est publié au Seuil. Il tente dans cet ouvrage de donner du contenu à son identité juive flottante et qu'il désire avant tout libre. « Tous avaient décidé pour moi ce qu’était être juif : Auschwitz et Israël en boucle et jusqu’à l’épuisement. Était-ce seulement cela ? » 

Il a participé au recueil Manifeste - pour les Palestiniens dirigé par Rony Brauman, publié aux éditions Autrement.

## Publications
- FM: La Folle Histoire Des Radios Libres avec Annick Cojean, Grasset, 1986.  (ISBN 2246342015)
- Le Talmud et la République : Enquête Sur Les Juifs Français À L'heure Des Renouveaux Religieux, avec Edouard Waintrop, Grasset, 1991.   (ISBN 224642691X)
- L'étoile mystérieuse, Le Seuil, 2013.  (ISBN 9782021121384)

## Filmographie
Frank Eskenazi est auteur ou coauteur de trois films :
- L’homme qui ne voulut pas être roi, réalisé par Anne Georget, 1995
- Jean-François Kahn, électron libre, réalisé par Rémi Lainé, 2009
- Les enfants de la nuit, réalisé par François Levy-Kuentz, 2014